# Замок Маллоу
Замок Маллоу (англ. Mallow Castle) — один із замків Ірландії, пам'ятка історії та архітектури Ірландії національного значення. Замок розташований в графстві Корк, в місті Маллоу, на вулиці Брідвелл.

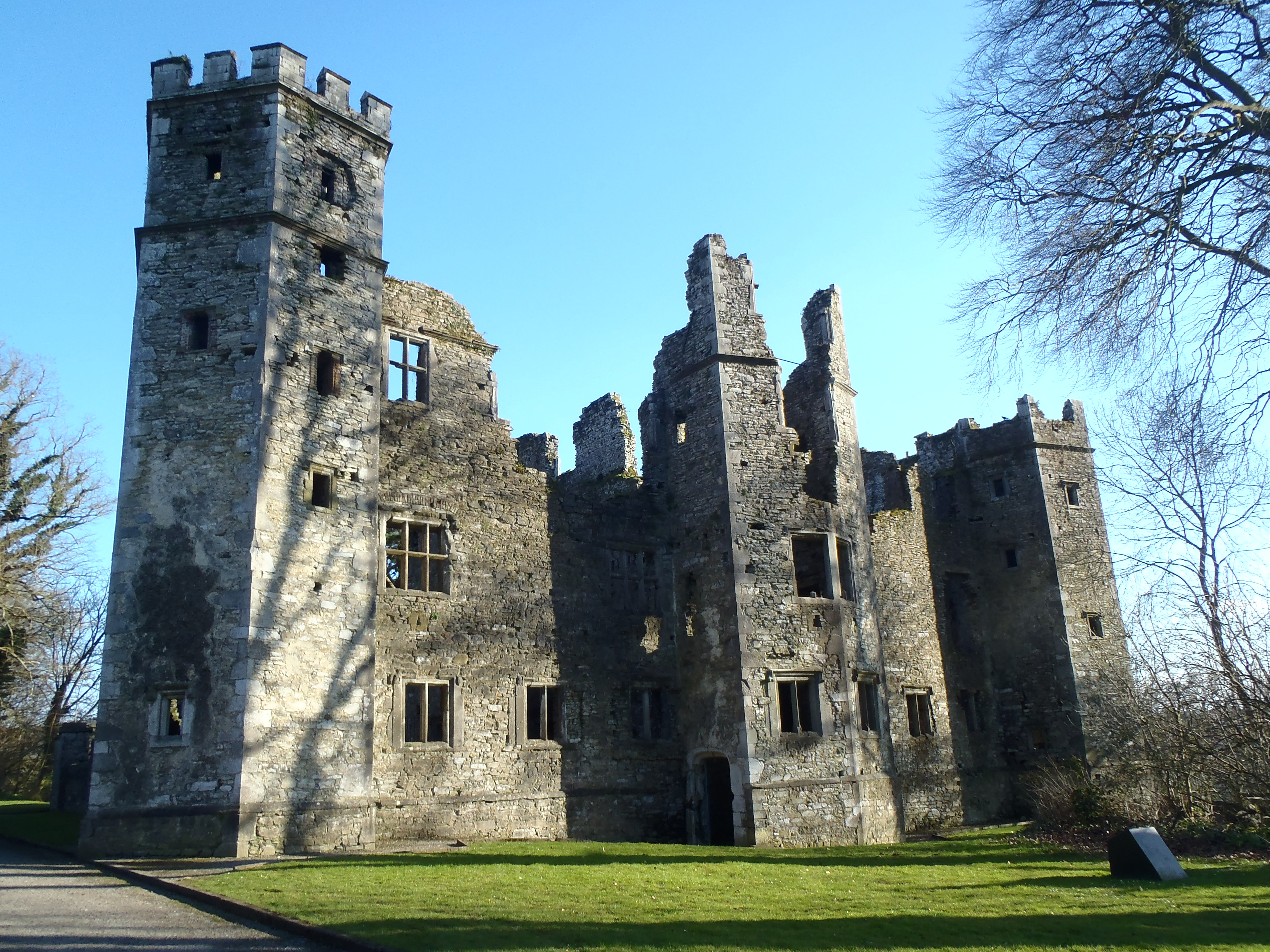
Замок Маллоу.

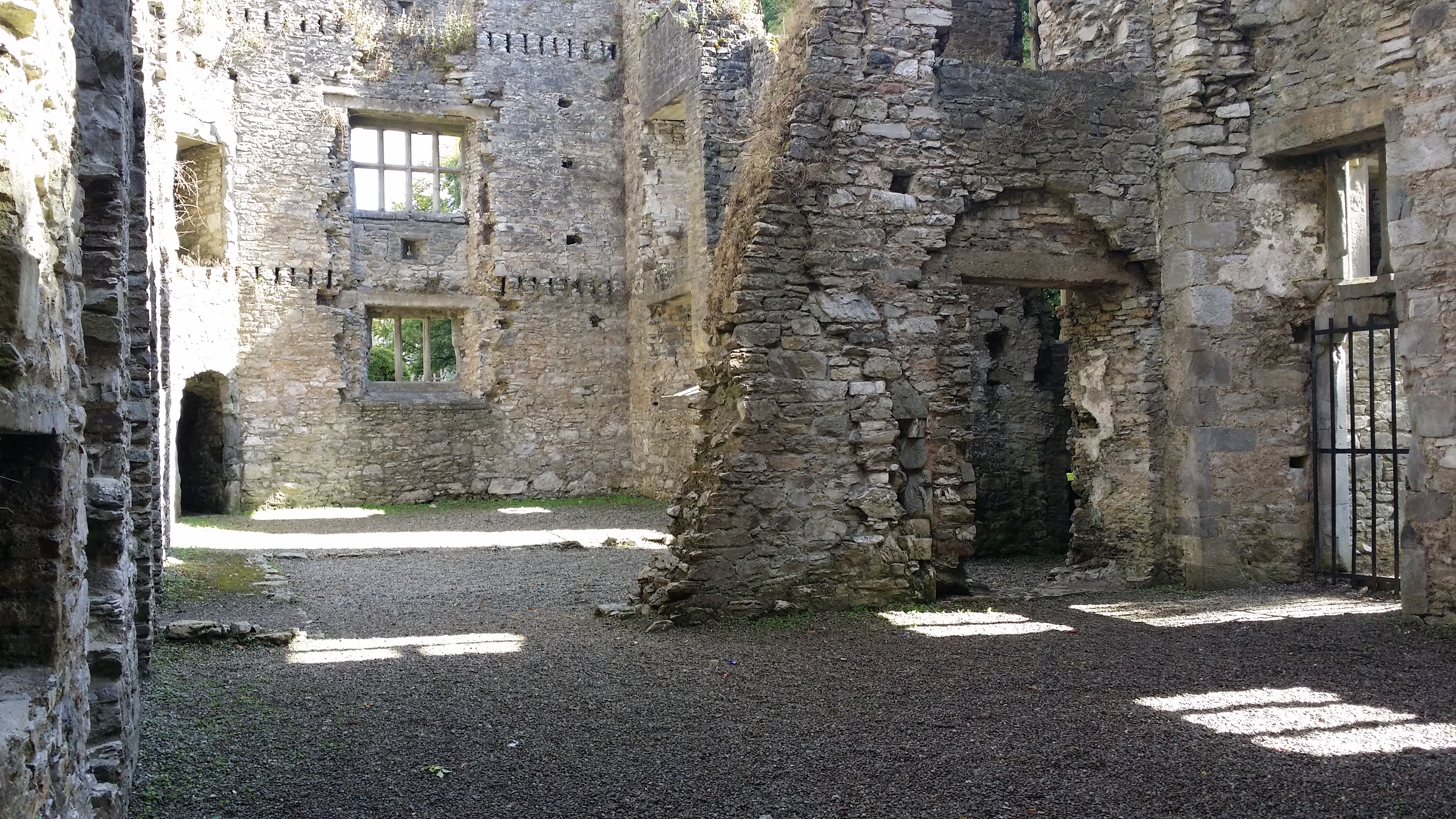
Інтер'єр замку Маллоу.

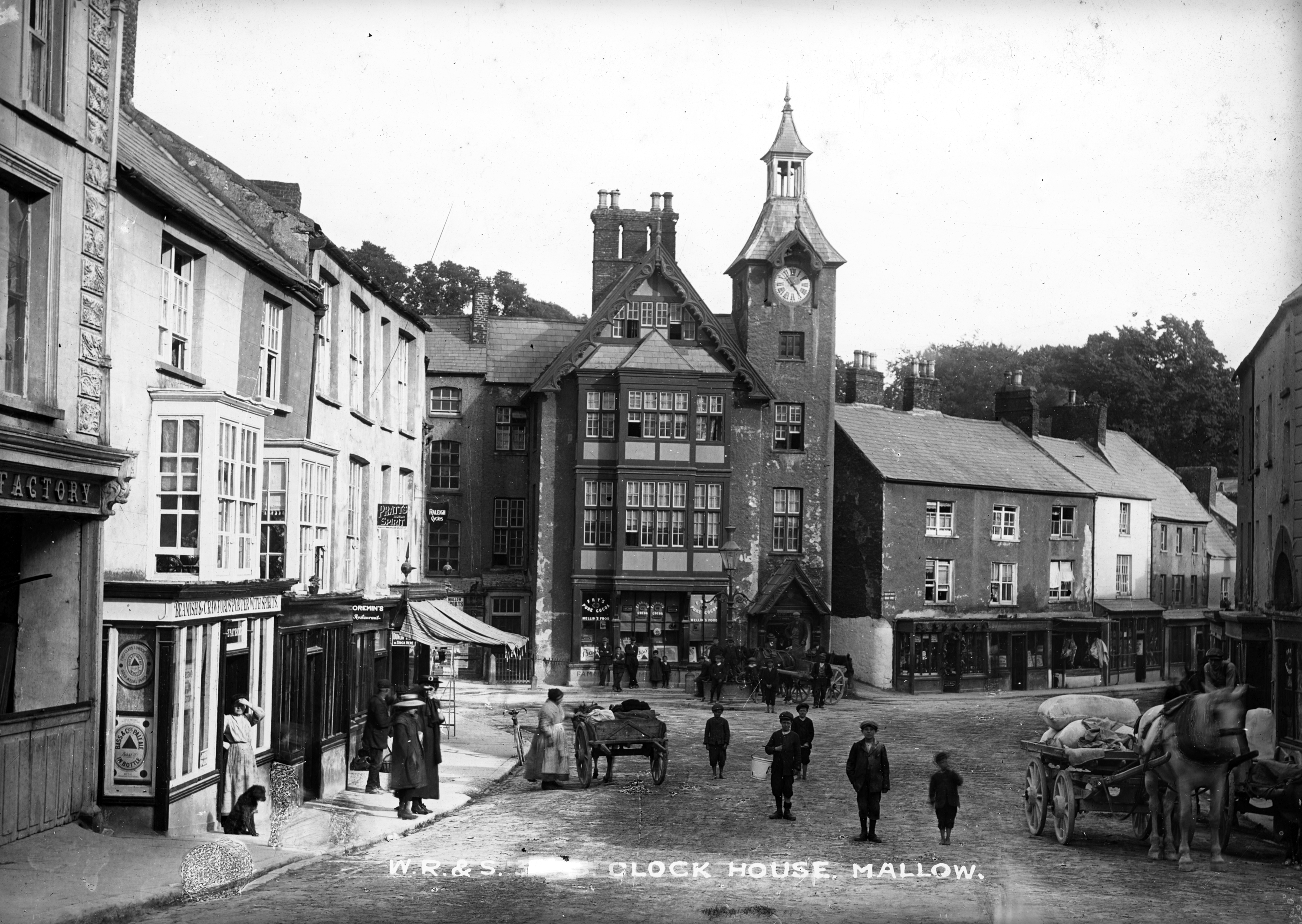
Годинник з замку Маллоу (зроблений у 1855 році сом Денхемом Орландо Джефсоном) був привезений з башти Старого Замку Маллоу. Розміщений був на вулиці Міллерд. Дзвіниця стала небезпечною і була знесена в 1970 році, але була відновлена в 1995 році.

## Опис замку
Навколо замку Маллоу був маєток площею 33 акри. Нині на цій площі сади, парки і низка пам'яток історії та архітектури: залишки укріпленого будинку XVI століття, особняк XIX століття на північ від замку, руїни замку XIII століття на схід від замку Маллоу. Укріплений будинок являє собою триповерхову будівлю з двома багатокутними вежами на північно-західному та південно-західному кутах будинку. Будинок побудований в стилі часів короля Якова І: зубчасті стіни, скляні вікна. Архітектурні особливості враховують вимоги тогочасної оборонної стратегії: забезпечують можливості ведення стрільби з вогнепальної зброї.
Баронський особняк ХІХ століття має частину, яка була побудована у 1690 році. Поблизу є руїни старовинного замку Маллоу. У відреставрованому будинку є 8 кімнат, музичний зал, більярдна, бібліотека, 12 спалень.

## Історія замку Маллоу
Укріплений особняк датується XVI століттям. Вважається, що він був побудований сером Томасом Норрейсом до його смерті в 1599 році. Після його смерті його племінниця леді Елізабет та її чоловік сер Джон Джефсон успадкували будинок. Їхні нащадки жили в замку Маллоу майже 400 років. Замок Маллоу був взятий в облогу Річардом Батлером — лордом Маунтгарретом в 1642 році під час повстання за незалежність Ірландії. Тоді замок вистояв, але був захоплений в 1645 році Джеймсом Туше — лордом Кастгавен. Замок Маллоу знову став ареною боїв під час так званих «Вільямітських війн» кінця XVII століття і родина Джефсон його кинула. Родина Джефсон побудувала новий будинок на місці давніх руїн.
Замок Маллоу був оголошений пам'яткою історії та архітектури національного значення в 1928 році. Командор Моріс Джефсон продав особняк родині МакГінн в 1984 році. У 2011 році замок став власністю Ради графства Корк.